# Parcare

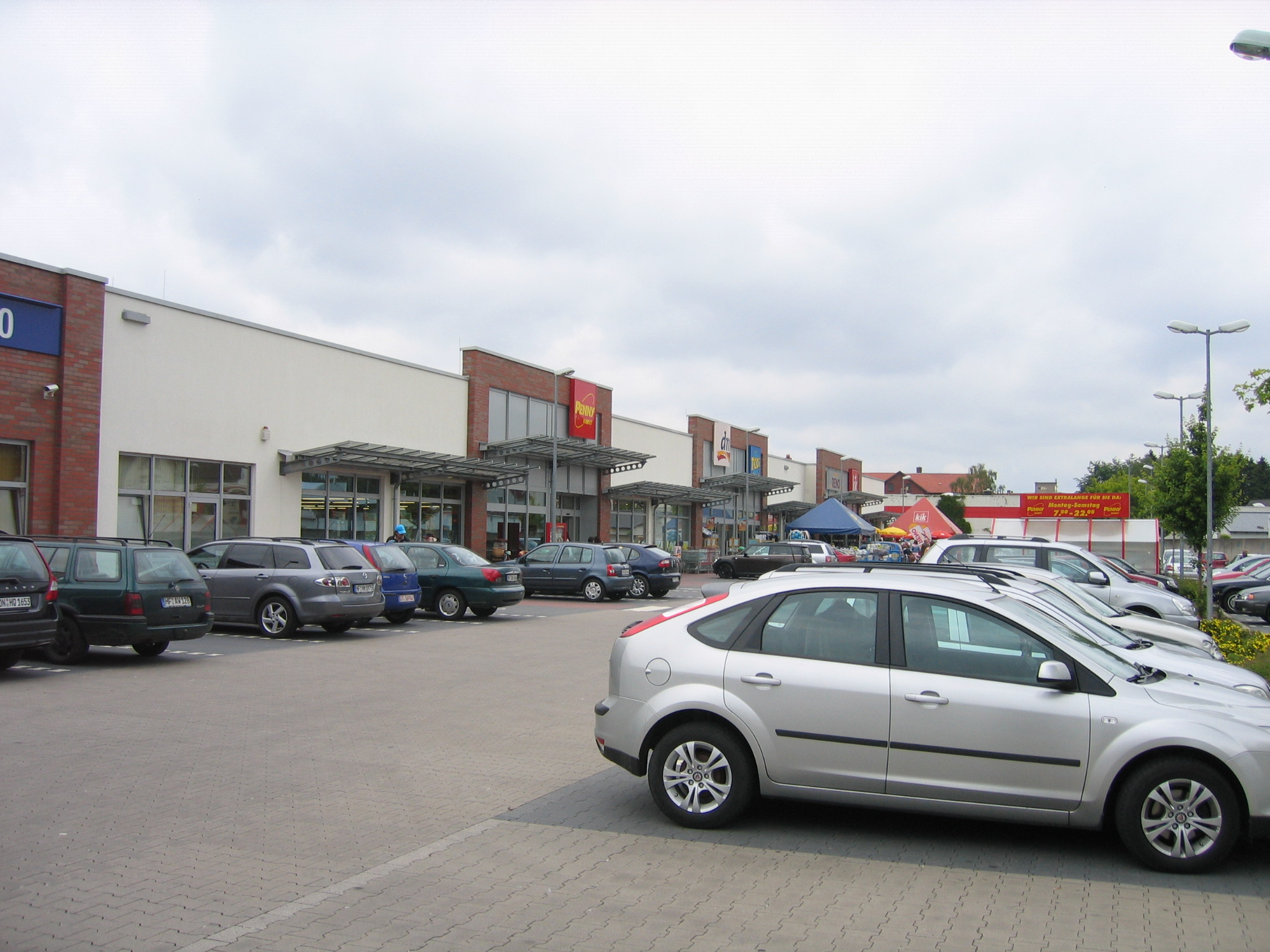
Parcare în Bünde, Germania

Parcarea este imobilizarea vehiculului în locuri special amenajate și semnalizate prin litera „P”, pentru un motiv, altul decît acela de a îmbarca sau a debarca persoane, de a încărca sau a descărca bunuri, în cazul în care timpul necesar pentru aceasta nu este limitat.